# Waidmühle

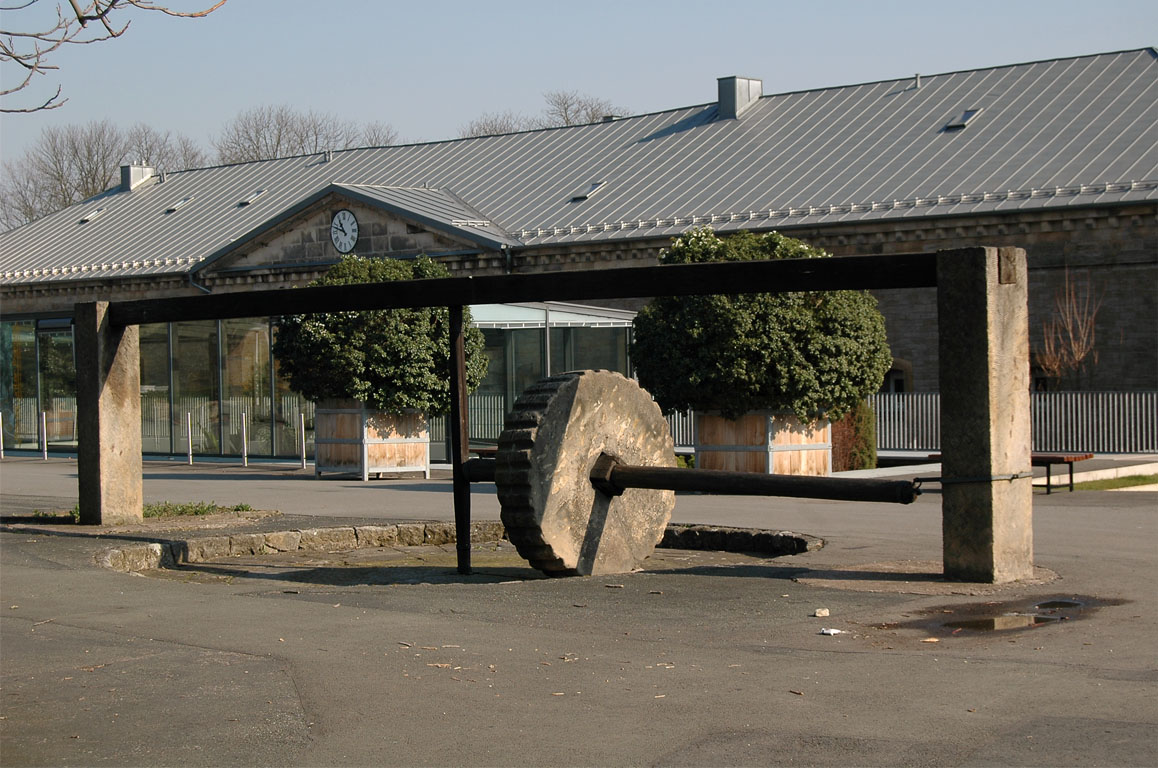
Waidmühle auf der Zitadelle Cyriaksburg in Erfurt

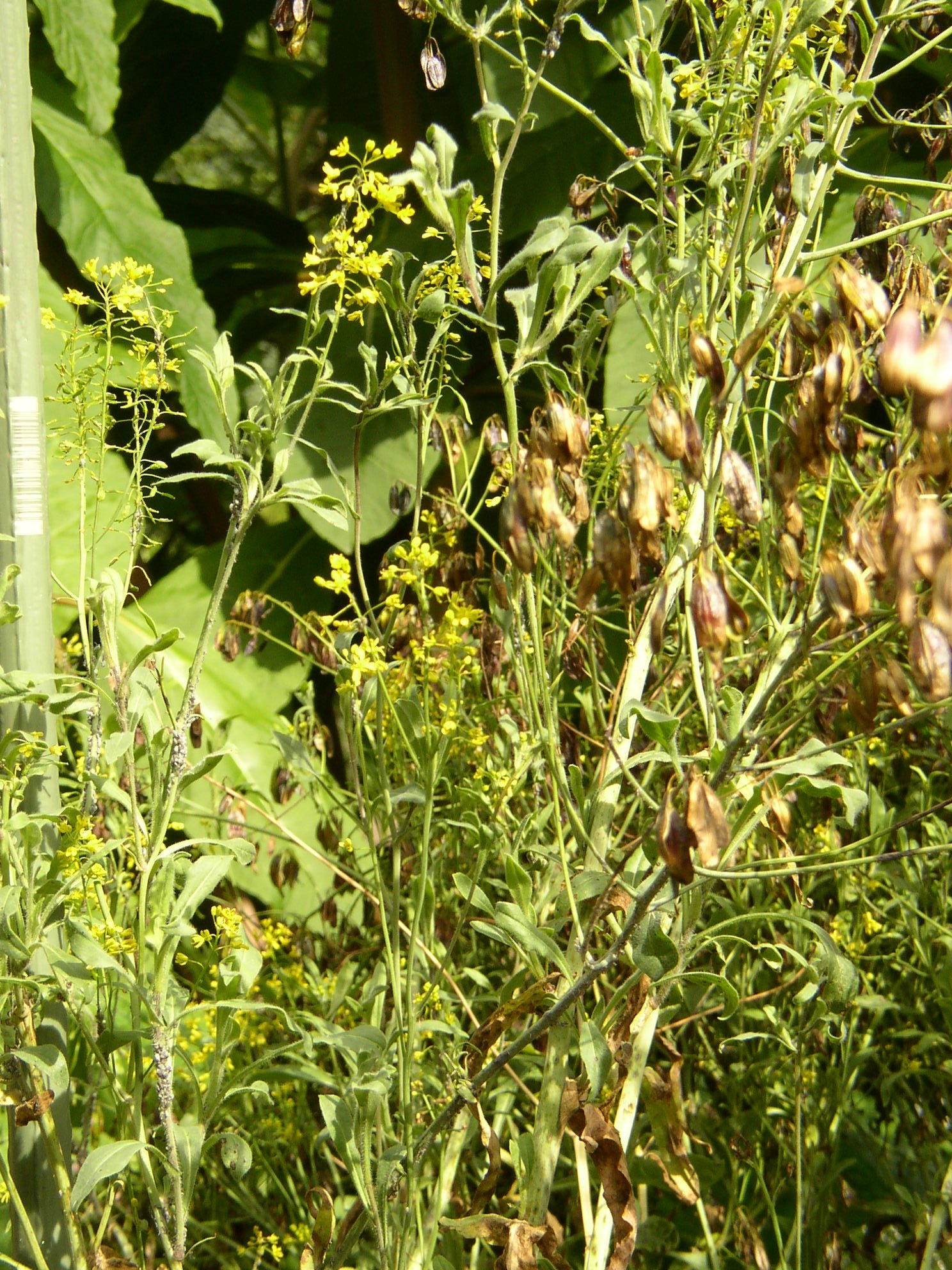
Färberwaid (Isatis tinctoria)

Waidmühlen sind Mühlen zur Verarbeitung von Färberwaid, das mittels eines Waidrades zerquetscht wird. Die Pflanze Färberwaid ('Isatis tinctoria) wurde in Mitteleuropa in großem Umfang zur Herstellung blauen Farbstoffs verwendet, bevor sie seit dem  16. Jahrhundert der tropische Indigo verdrängte. Die letzte gewerblich genutzte Waidmühle im thüringischen Pferdingsleben stellte ihre Arbeit 1910 ein.
Da die Waidverarbeitung vor allem in Thüringen verbreitet war, finden sich im Original erhaltene Waidmühlen heute zumeist dort, beispielsweise in Erfurt auf der Zitadelle Cyriaksburg sowie in Pferdingsleben. Eine Rekonstruktion aus Originalteilen ist in Rohrborn und eine Nachbildung vor einem Hotel ist in Bad Tennstedt zu besichtigen. Auch  im Raum Hürth bei Köln arbeitete eine Waidmühle. In Fritzlar ist für das 13. Jahrhundert eine Waidmühle dokumentiert. Im benachbarten Edertal wächst heute noch Färberwaid wild.

## Krappmühlen
Das Pendant zur Waidmühle bildet die Krappmühle. Hier wurden Wurzeln von Färberröte (Krapp) gemahlen, die zur Erzeugung eines roten Färbemittels diente. Krappmühlen arbeiteten z. B. in Frankenthal, Haßloch, Iggelheim, Mußbach und Speyer. Die Wurzel wurde zu feinem Mehl gerieben, der Ertrag pro Hektar belief sich auf 60 Doppelzentner.